# جی. کی. باترفیلد
جی. کی. باترفیلد (به انگلیسی: G. K. Butterfield) نمایندهٔ حوزه انتخابیه اول کارولینای شمالی از حزب دموکرات ایالات متحده آمریکا در مجلس نمایندگان ایالات متحده آمریکا است که برای نخستین‌بار در ۲۰ ژوئیه ۲۰۰۴ میلادی به‌عضویت این مجلس درآمد.